# Hörbolzmühle
Hörbolzmühle (mundartlich: Herboltsmilə) ist ein Gemeindeteil der bayerisch-schwäbischen Großen Kreisstadt Lindau (Bodensee).

## Geografie
Der Weiler liegt circa sieben Kilometer nördlich der Lindauer Insel. Nördlich der Ortschaft verläuft die Ländergrenze zu Tettnang in Baden-Württemberg. Südlich von Hörbolzmühle fließt der Nonnenbach. Nordwestlich liegt der Degersee.

## Ortsname
Der Ortsname bedeutet Mühle bei Hörbolz.

## Geschichte
Hörbholzmühle wurde erstmals urkundlich im Jahr 1639 als Hörbolz Mühlin erwähnt. Der Ort gehörte einst zum äußeren Gericht der Reichsstadt Lindau und später zur Gemeinde Unterreitnau, die 1976 nach Lindau eingemeindet wurde. Die Hörbolzmühle war eine Mahlmühle am Seebach, die einst zum Kloster Langnau gehörte. Ihr Betrieb wurde 1951 eingestellt.